# Мајере
Мајере (слч. Majere) насељено је мјесто са административним статусом сеоске општине (слч. obec) у округу Кежмарок, у Прешовском крају, Словачка Република.

## Становништво
| Година:    | 1994. | 2004.   | 2014.    | 2024.    |
| ---------- | ----- | ------- | -------- | -------- |
| Број људи: | 81    | 83      | 98       | 130      |
| Разлика:   |       | +2,46 % | +18,07 % | +32,65 % |

| Година:    | 2023. | 2024. |
| ---------- | ----- | ----- |
| Број људи: | 125   | 130   |
| Разлика:   |       | +4 %  |

Према подацима о броју становника из 2011. године насеље је имало 90 становника.